# Witold Precht

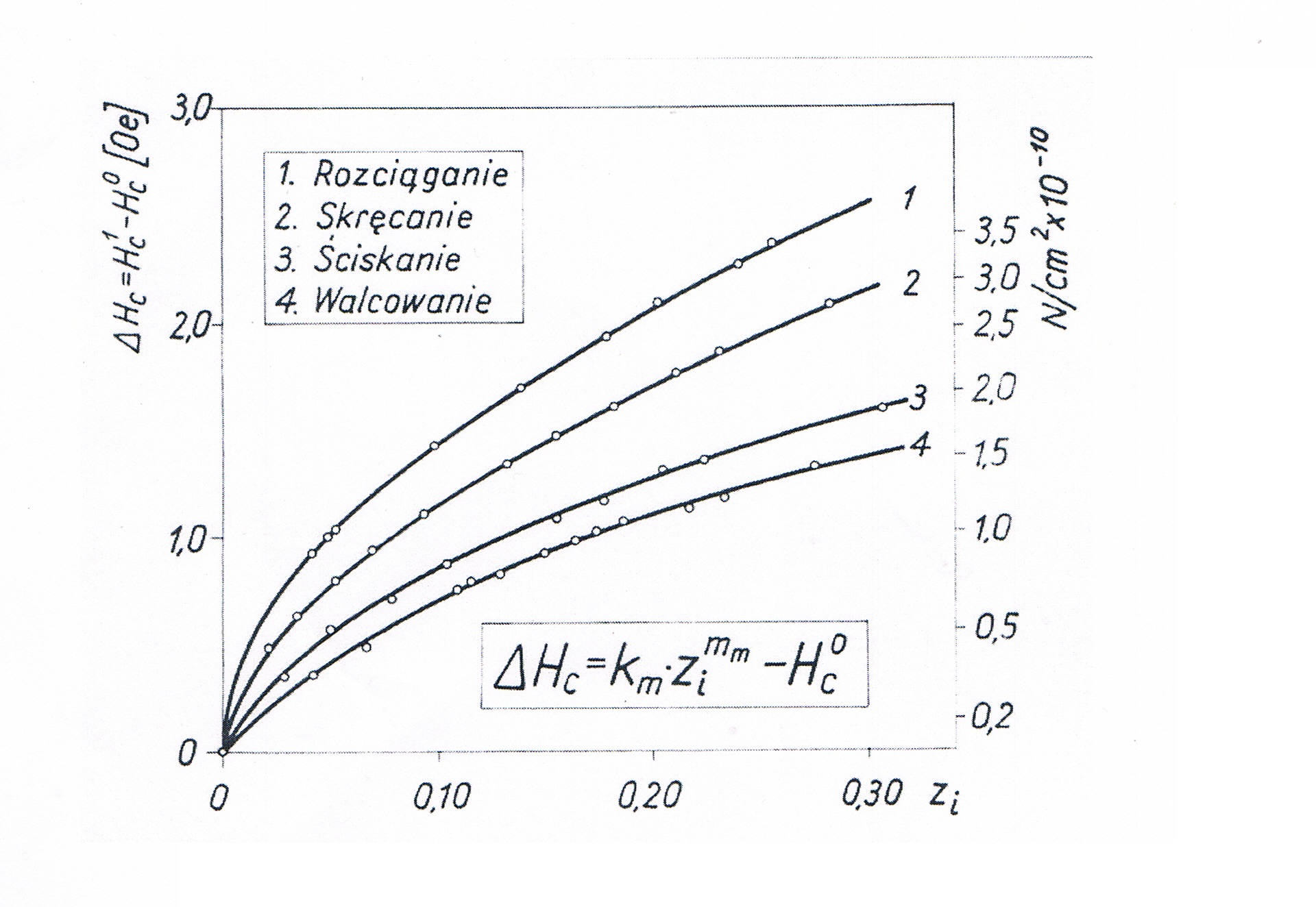
Krzywe utwardzenia magnetycznego w zależności od składowej tensora naprężeń jedno, dwu czy trzyosiowego

Witold Precht (ur. 21 czerwca 1928 w Drohobyczu, zm. 27 września 2024) – polski profesor nauk technicznych specjalizujący się w fizyce metali. Ekspert Komisji Unii Europejskiej w Brukseli.

## Życiorys

### Dzieciństwo i młodość
Urodził się 21 czerwca 1928 w Drohobyczu w województwie lwowskim w rodzinie Feliksa i Anny. Ojciec był inżynierem geodetą, a matka nauczycielką w gimnazjum. W czasie II wojny światowej, gdy miał 12 lat, Niemcy zamordowali mu matkę. Po wojnie wraz z ojcem i siostrą kolejno przebywał w Jaśle i w Opolu, gdzie zdał tzw. małą maturę. Naukę kontynuował w liceum w Gdańsku, gdzie jednocześnie z maturą ukończył średnią szkołę muzyczną w klasie skrzypiec. W 1949 roku rozpoczął studia na Wydziale Budowy Okrętów Politechniki Gdańskiej. Po śmierci ojca i zaliczeniu pierwszego roku studiów naukę kontynuował w Krakowie.

### Doktorat i habilitacja
W 1955 r. ukończył studia magisterskie na Wydziale Mechanicznym Politechniki Krakowskiej, gdzie już od 1953 roku pracował jako asystent. W okresie od 1958 do 1960 roku odbył staż naukowy w Akademii Górniczej we Freibergu i studia z zakresu fizyki ciała stałego. Tam też w 1960 roku Rada Wydziału Matematyczno-Przyrodniczego nadała mu stopień doktora nauk przyrodniczych na podstawie rozprawy doktorskiej „Magnetische Messungen zur ein- und zweiphasigen Entmischung von Stickstoff im Alpha-Eisen”. Wyniki badań obejmowały krzywe skokowych zmian wartości koercji magnetycznej w czasie wydzielania koherentnej fazy Fe
16N
2 z roztworu stałego azotu w żelazie α. Świadczyły one o dwuetapowości procesu tzn. wzroście koncentracji azotu w strefie wydzielania i porządkowaniu azotu w nadstrukturę. Cytowane są w literaturze jako „Precht Stufen”, czyli „schodki Prechta”.
W 1966 roku uzyskał stopień doktora habilitowanego z zakresu fizyki metali, nadany przez Radę Naukową Instytutu Podstawowych Problemów Techniki PAN w Warszawie na podstawie pracy „Wpływ rodzaju i stopnia odkształcenia na zmianę właściwości mechanicznych i fizycznych żelaza α”.

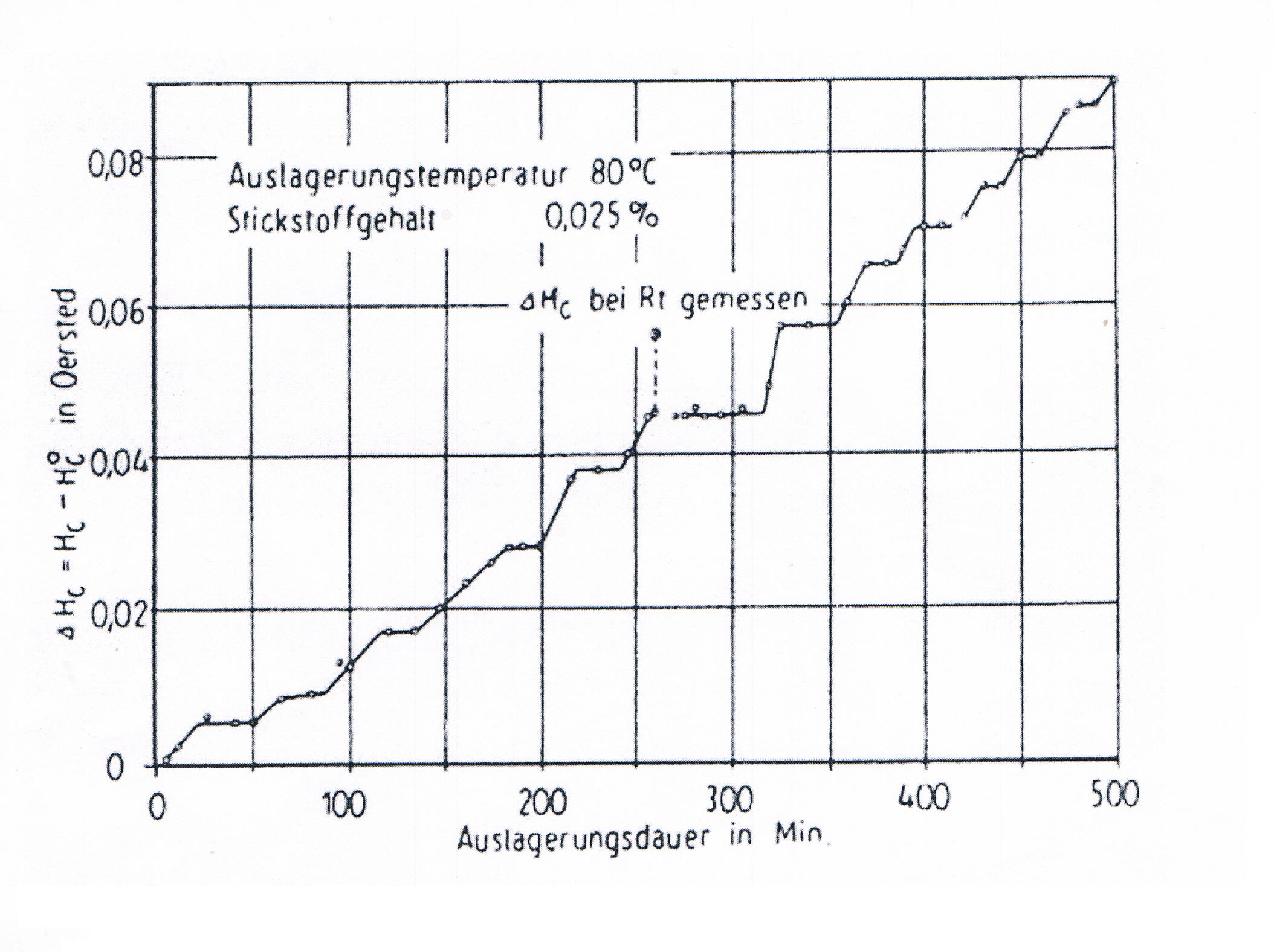
Skokowe zmiany przyrostu koercji magnetycznej w czasie starzenia („schodki Prechta”) świadczące o dwuetapowym procesie wzrost zawartości atomów azotu w zarodku, porządkowanie atomów w nadstrukturę

### Praca zawodowa
Gdy w 1960 r. Witold Precht rozpoczynał pracę w Katedrze Metaloznawstwa Politechniki Krakowskiej jego pierwszym szefem i nauczycielem był prof. Władysław Łoskiewicz. Następnie w 1962 r. przebywał na półrocznym Stypendium DAAD Towarzystwa Maxa Plancka w Max-Planck-Institut für Eisenforschung w Düsseldorfie, zajmując się mikroskopią i dyfrakcją elektronową oraz fizyką metali, które stały się później jego pasją. Z instytutem tym był później związany przez wiele lat.
W latach 1961–1967 pracował w zakładzie Metali Instytutu Podstawowych Problemów Techniki PAN w Krakowie, będąc współorganizatorem przyszłego Instytutu Podstaw Metalurgii i Inżynierii Materiałowej PAN w Krakowie noszącym dziś imię profesora Krupkowskiego.
W latach 1968–1972 był współorganizatorem i kierownikiem Zakładu Fizyki Ciała Stałego Instytutu Fizyki PAN w Zabrzu. Powstało tu szereg prac badawczych z zakresu wpływu realnej struktury na właściwości stopów metali, ceramiki i półprzewodników, dokonanych we współpracy m.in. z Julianem Aulaytnerem, Jerzym Haberem i Romanem Pampuchem. W Instytucie Inżynierii Materiałowej Politechniki Śląskiej w Katowicach był organizatorem i kierownikiem Środowiskowego Laboratorium Inżynierii Materiałowej gdzie zorganizował pracownię mikroskopii elektronowej i spektroskopii rentgenowskiej oraz pracownię badań mechanicznych. Był również inicjatorem i współorganizatorem, a następnie dyrektorem Środowiskowego Laboratorium Techniki Próżniowej w Koszalinie. Był także inicjatorem budowy pierwszego w Polsce urządzenia magnetronowego typu Gemini, które zrealizował wspólnie z dr. Kazimierzem Reszką i we współpracy z Instytutem Katalizy i Fizykochemii PAN w Krakowie.
Od 1973 roku rozpoczął pracę w Wyższej Szkole Inżynierskiej w Koszalinie, obecnie Politechnice Koszalińskiej, początkowo jako Kierownik Zakładu Fizyki Ciała Stałego, a następnie Katedry Inżynierii Materiałowej.
Tytuł profesora nadzwyczajnego otrzymał w 1990 roku. 15 marca 1991 roku został profesorem zwyczajnym w Wyższej Szkole Inżynierskiej w Koszalinie, a później profesorem zwyczajnym w Gdańskiej Szkole Wyższej. Zajmował się  inżynierią materiałową, w szczególności fizyką metali, materiałoznawstwem i technologią materiałów. Jego zainteresowania koncentrują się przede wszystkim na badaniu wpływu realnej struktury na właściwości fizyczne ciał stałych, a po stypendium profesorskim DAAD na uniwersytecie w Bohum w 1985 r. objęły też próżniowe technologie wytwarzania warstw twardych, odpornych na ścieranie.
Wniósł znaczący wkład w upowszechnianie w Polsce mikroskopii elektronowej i kompleksowych badań właściwości fizycznych materiałów. Prof. Andrzej Hałas z Politechniki Wrocławskiej, na jednym z międzynarodowych kongresów, podkreślił niewątpliwe pionierstwo  Prechta w promowaniu inżynierii materiałowej w Polsce.
Jego dorobek naukowy to ponad 120 publikacji, w tym ponad 40 indywidualnych, i 8 patentów. Około połowa publikacji wydana została w uznanych czasopismach zagranicznych. Wyniki swych prac referował na ponad 50 konferencjach i kongresach międzynarodowych.
Kierowane przez niego zespoły badawcze wykonały kilkadziesiąt ważnych prac na rzecz przemysłu metalowego, metalurgicznego, produkcji narzędzi oraz podzespołów i urządzeń próżniowych. Do ważniejszych zakładów przemysłowych, z którymi współpracował należały: Zakład Techniki Próżniowej TEPRO S.A. w Koszalinie, Kombinat Narzędzi VIS w Warszawie, Instytut Technologii Próżniowych (dawniej OBREP) w Warszawie, WSK-PZL Rzeszów, PZL Mielec, Zakłady Cegielskiego w Poznaniu i ABB w Elblągu.
Współpracował z Max-Planck Institut – Düsseldorf, Ruhr-Universität – Bohum, Uniwersytetem Technicznym w Berlinie, Uniwersytetem Technicznym w Brunszwiku, Technische Universität Bergakademie Freiberg, Instytutem Fizyki Czeskiej Akademii Nauk – Praga, Vakuumtechnik Dresden (GmbH), Leybold A. G. – Köln, Balzers – Lichtenstein. Od 1993 r. był ekspertem Unii Europejskiej. Był wybranym polskim delegatem w International Union for Vacuum Science, Technique and Applications (IUVSTA). Był też członkiem wielu towarzystw naukowych i organizacji pozarządowych, krajowych i zagranicznych.
Był organizatorem i kierownikiem 13 międzynarodowych szkół letnich pod nazwą „Modern Plasma Surface Technology”.

### Dydaktyka
Prowadził wykłady, ćwiczenia, seminaria i warsztaty na studiach inżynierskich, magisterskich i doktoranckich. Współuczestniczył w tworzeniu programów dla specjalności „Metaloznawstwo i obróbka cieplna” na kierunku „Mechanika”. Był inicjatorem powołania na tym samym kierunku specjalności „Technika i Technologie Próżniowe”. Powołanie tej specjalności zapoczątkowało wieloletnią współpracę z Politechniką Wrocławską i Zakładami Techniki Próżniowej TEPRO w Koszalinie. Prowadził zajęcia z fizyki ciała stałego, teorii krystalizacji i dyfuzji oraz krystalografii. Był promotorem ponad 200 prac inżynierskich i magisterskich. Wypromował 21 doktorów, a 6 jego współpracowników uzyskało habilitację podczas pracy pod jego kierunkiem. Został wyróżniony w plebiscycie studentów na najlepszego dydaktyka i wychowawcę.

## Odznaczenia
Odznaczenia i wyróżnienia:
- Medalem Komisji Edukacji Narodowej
- Krzyż Kawalerski Orderu Odrodzenia Polski (2005)
- Krzyż Oficerski Orderu Odrodzenia Polski
- Złota Odznaka Honorowa Gryfa Zachodniopomorskiego
- Honorowe obywatelstwo Bobolic

## Życie prywatne
Miał  dwóch synów: Andrzeja – chirurga transplantologa, dyrektora narodowego programu transplantacji w klinice Seattle USA i Jerzego – mgr. inż. specjalności inżynieria materiałowa.